# Sansevieria senegambica
Dracaena senegambica (Sansevieria senegambica) es una especie de Dracaena Sansevieria perteneciente a la familia de las asparagáceas, originaria de  África.
Ahora se la ha incluido en el gen de Dracaena debido a los estudios moleculares de su filogenia.

## Descripción
Es una planta herbácea geófita 	con las hojas oblanceoladas, agudas, casi planas, rígidas coriáceas, de 50 cm de longitud, con el margen de color rojo. La inflorescencia en forma de pedúnculo en forma de  racimo que desborda las hojas, brácteas ovales pequeñas, blancas. Perianto  largo con tubo cilíndrico, muy delgado.

## Distribución
Se distribuye por Gambia, Guinea, Costa de Marfil, Senegal, Sierra Leona y Gabón.

## Taxonomía
Sansevieria senegambica fue descrita por John Gilbert Baker y publicado en Journal of the Linnean Society, Botany xiv: 548, en el año 1875.
Etimología
Sansevieria nombre genérico que debería ser "Sanseverinia" puesto que su descubridor, Vincenzo Petanga, de Nápoles, pretendía dárselo en conmemoración a Pietro Antonio Sanseverino, duque de Chiaromonte y fundador de un jardín de plantas exóticas en el sur de Italia. Sin embargo, el botánico sueco Thunberg que fue quien lo describió, lo denominó Sansevieria, en honor del militar, inventor y erudito napolitano Raimondo di Sangro (1710-1771), séptimo príncipe de Sansevero.
senegambica: epíteto geográfico que alude a su localización en Senegal y Gambia.
Sinonimia
- Acyntha senegambica (Baker) Kuntze
- Sansevieria cornui Gérôme & Labroy[10]